# 魏文徽
魏文徽（1966年3月—），男，汉族，山东省桓台县人，中国人民解放军海军中将，现任中国共产党第二十届中央委员会候补委员，中国人民解放军南部战区副司令员。